# Viktor Gjika
Viktor Gjika, född den 23 juni 1937 i Korça i Albanien, död den 3 mars 2009 i Tirana i Albanien, var en albansk filmproducent.
Viktor Gjika studerade vid Institutet för kinematografi i Moskva i Sovjetunionen. Hans första självständiga filmproduktion var Bistricë '63. Han var chef för Nya albanska studiorna mellan åren 1984 och 1991. Under hans karriärbana producerade han ett tiotal dokumentärer och fjorton spelfilmer.